# Anastasija Ownarska
Anastasija Ownarska (mac. Анастасија Овнарска, ur. 24 czerwca 2005) – macedońska siatkarka, grająca na pozycji przyjmującej, reprezentantka kraju.